# Histoire de la recherche opérationnelle en France
Cet article présente l'histoire de la recherche opérationnelle en France et plus particulièrement à partir des années 1950.

## Du milieu des années 1950 à la première moitié des années 1970
Durant les années 1950, des équipes et même des services de recherche opérationnelle (RO) sont mis en place dans de nombreuses entreprises, notamment Air France, Charbonnages de France, Électricité de France, plusieurs sociétés pétrolières (BP, CFP…), CNET, Crédit lyonnais, IBM, Renault, RATP, SNCF, Sollac… Assez tôt dans cette décennie, le Bureau Universitaire de Recherche Opérationnelle (BURO) regroupe, sous la direction de Georges-Théodule Guilbaud, des enseignants-chercheurs (notamment Marc Barbut, Jean Bouzitat, Germain Kreweras, Georges Morlat, Maurice Girault, Edouard Valette, Françoise Peyrot) qui s’efforcent d’établir des liens avec le monde non académique pour faire connaître et mettre en pratique la RO. Des sociétés commerciales de conseil s’ouvrent à la recherche opérationnelle (telle la CEGOS). D’autres, plus spécialisées, se créent : en 1953, le CREA (Centre de Recherche en Économie Appliquée), puis la SEPRO (Société d’Études Pratiques de Recherche Opérationnelle) et aussi, le CFRO (Centre Français de Recherche Opérationnelle), l’AUROC (Société pour l’Avancement des Utilisations de la Recherche Opérationnelle Civile), la SMA (Société de Mathématiques Appliquées, 1958) qui devient la SEMA (Société d’Économie et de Mathématiques Appliquées, 1960).
La recherche opérationnelle militaire est également très active. En plus de services spécialisés (notamment dans l’armée de terre et la marine), il existe un Centre Interarmées de Recherche Opérationnelle (CIRO). Ce centre (qui fait aussi intervenir des civils) a une importante activité de sensibilisations et de formation des officiers à la recherche opérationnelle.
Les ouvrages et les revues de recherche opérationnelle en langue anglaise se diffusent très largement durant cette période. D’autres apparaissent également en langue française. C’est à Aix-en-Provence que la Fédération Internationale des Sociétés de Recherche Opérationnelle (IFORS créée en 1959) organise son premier congrès (1960). Les deux langues officielles sont l’anglais et le français.
Cet engouement pour la RO touche essentiellement le monde des ingénieurs, les sociétés de conseil et les milieux industriels. On entend dire : « c’est nouveau », « on est prêt à essayer », « on a envie d’être les premiers ». Dès le milieu des années 1950, au séminaire de  Guilbaud à l’Institut Henri-Poincaré (IHP), les amphis débordent. Certains polytechniciens font le mur et risquent leur rang de classement pour y assister. Des enseignements de mathématiques de la décision, optimisation linéaire, théorie des graphes, théorie des jeux, processus stochastiques, théorie des tests, statistique mathématique, mathématiques financières, économie et mathématiques, économétrie… sont également très fréquentés au sein de l’IHP et plus particulièrement dans le cadre de l’Institut de statistique de l'université de Paris (ISUP).
À l’IHP, pour ce qui touche à la RO, se côtoient enseignants universitaires (Claude Berge, Georges Darmois, Robert Fortet, Georges-Théodule Guilbaud, Jean-André Ville…) et enseignants ayant une activité principale hors du monde académique tels Jean Abadie et Georges Morlat (EDF), Jean Bouzitat (milieu militaire), Maurice Dédé (milieu financier), Robert Hénon (entrepreneur), Dickran Indjoudjian (télécommunications puis Banque de Paris et des Pays-Bas), Germain Kreweras (CREEA)… Toutefois, sorti de ce microcosme, le monde universitaire officiel se montre très réservé, voire hostile à l’égard de tout ce qui touche aux mathématiques appliquées.
À cette époque, dans de nombreux pays, les chaires de statistique et de recherche opérationnelle font leur apparition dans beaucoup d’universités. En France, une seule chaire de statistique mathématique a été créée et aucune en recherche opérationnelle. Ce n’est qu’après 1968 que des enseignements optionnels de RO ont pu être intégrés dans les cursus universitaires ne relevant pas de l’ISUP. En dépit de cela, cette première période est celle au cours de laquelle la RO a pris racine en France.
Cette première période a en effet vu éclore d’importantes contributions théoriques ainsi que de nombreuses applications réussies. Dès 1956, les chercheurs opérationnels, qu’ils soient praticiens ou enseignants, ont pris l’habitude de se rencontrer dans le cadre de la Société Française de Recherche Opérationnelle (SOFRO). Elle a fusionné, en 1964, avec l’Association Française de Calcul et de Traitement de l’Information (AFCALTI) pour donner naissance à l’Association Française de l’Informatique et de la Recherche Opérationnelle (AFIRO). Celle-ci a à nouveau fusionné, en 1968, avec deux autres associations : l’AFRA (recherche en automatique) et l’AFIC (instrumentation et contrôle) pour donner naissance à l’Association Française pour la Cybernétique Economique et Technique (AFCET). Ces trois associations (SOFRO, AFIRO, AFCET) ont été portées, durant cette première période, par d’importantes personnalités (notamment Marcel Boiteux, Georges-Théodule Guilbaud, Jacques Lesourne, René Mercier). Elles ont puissamment contribué à ce que la RO trouve sa place en France.

## De la première moitié des années 1970 à la première moitié des années 1990
Le début des années 1970 marque un ralentissement de l’activité de RO dans les sociétés de conseil ainsi qu’une disparition progressive de l’étiquette RO pour désigner les équipes qui ont cette activité dans les entreprises. Cela ne signifie nullement que l’on ne pratique plus la recherche opérationnelle. Elle est davantage enseignée, notamment à Paris VI sous l’impulsion du Professeur Robert Faure puis de Jean-Louis Laurière et dans les grandes écoles d’ingénieurs. Elle l’est aussi, bien que plus tournée vers les sciences économiques et de gestion, à l'Université de Paris-Dauphine (Bernard Roy, Vidal Cohen) et dans les grandes écoles supérieures de commerce. Elle l’est aussi tout spécialement au Conservatoire national des arts et métiers (CNAM) où une chaire de RO (la seule qui existera en France) est créée peu avant la fin des années 1970 pour le Professeur Robert Faure.
L’intérêt pour la RO s’émousse mais de façon assez lente. On observe un essoufflement, un désenchantement dus, pour une part, à un trop fort enthousiasme et aussi sans doute parce qu’elle se présente sous un jour de plus en plus exclusivement mathématique. Elle est fortement mise en question dans un colloque tenu à Cerisy-la-Salle sous la direction de Jean-Claude Arditti, Edith Heurgon, Jean-Louis Laurière, Jean-Claude Moisdon et Jean-Patrice Netter en 1978.
Tout au long de cette période, il y a ce que certaines, certains ont qualifié de « déficit d’image ». Si l’on compare avec la première période, ce qui est mis sous le sigle RO s’est réduit comme une peau de chagrin. Ce sigle n’est plus porteur ; d’autres envahissent la scène et lui font concurrence tant sur le plan de l’image que sur celui des budgets pour financer des études ou des collaborations avec les milieux universitaires. On parle de science ou analyse des systèmes et surtout d’intelligence artificielle (IA). Au début des années 1980, le travail des cogniticiens pour concevoir et mettre en place des systèmes experts est jugé beaucoup plus prometteur que celui des chercheurs opérationnels. Les sociétés de conseil abandonnent la RO au profit de ce qui est appelé l’informatique de gestion (qui n’a pas grand-chose à voir mais qui, durant les années 1980, suscite une forte demande).
De façon qui peut paraître paradoxale avec ce qui précède, c’est pourtant au cours de cette seconde période que la RO et l'aide à la décision (AD) commencent à bénéficier des apports de l’informatique en permettant d’effectuer des calculs pour des problèmes de taille raisonnable. En outre, c’est aussi durant ces années que des apports réciproques commencent à féconder IA et RO.

## De la première moitié des années 1990 jusqu’à maintenant
Les années 1990 sont marquées par une explosion des logiciels aussi bien scientifiques que commerciaux (solveurs qui accompagnent les tableurs, logiciels d’aide multi-critère à la décision…). On devient capable de traiter des problèmes mathématiques de très grande taille, y compris en optimisation combinatoire. 
La recherche française se développe au fil des années grâce à un corps d’enseignants-chercheurs qui s’accroît progressivement. On constate également la présence de la RO-AD dans des secteurs de plus en plus variés :
- le transport (réservations, affectation du personnel, impacts sur l’environnement…) ;
- les télécommunications (conception de réseaux, routage...) ;
- la production (pétrolière, manufacturière, agro-alimentaire, automobile…) ;
- l'énergie (électricité, gaz, chaleur, renouvelables, transport, régulation...) ;
- la distribution (logistique, dimensionnement, localisation…) ;
- la banque, la finance, l’assurance… ;
- l’informatique et les ordinateurs (conception, fabrication de composants, mode d’exploitation, stockage et gestion de données…)

Des sociétés de conseil (telles Artelys et Eurodécision) spécialisées dans le domaine de la recherche opérationnelle appuient également le développement de cette filière dans ces différents secteurs économiques.